# Smesnica
Smesnica (makedonska: Смесница) är en ort i Nordmakedonien. Den ligger i kommunen Zelenikovo, i den centrala delen av landet, 23 kilometer sydost om huvudstaden Skopje. Smesnica ligger 272 meter över havet och antalet invånare är 164.